# Калугин, Фёдор Захарович
Фёдор Захарович Калугин (1920—1976) — лётчик-ас, полковник Советской Армии, участник Великой Отечественной войны, Герой Советского Союза (1943).

## Биография

### Ранние годы
Фёдор Калугин родился 15 февраля 1920 года в селе Знаменье (ныне — Знаменское Орловской области). В 1928 году переехал в Тулу, где окончил восемь классов школы № 20 и Тульский аэроклуб. В январе 1939 года Калугин был призван на службу в Рабоче-крестьянскую Красную Армию. В 1940 году он окончил Качинскую военную авиационную школу лётчиков.

### Военные годы
С июня 1941 года — на фронтах Великой Отечественной войны. Принимал участие в боях на Южном, Северо-Кавказском, Закавказском фронтах, в составе Отдельной Приморской армии, на 2-м Белорусском фронте. Участвовал в боях в Белорусской ССР в 1941 году, битве за Москву, битве за Кавказ, освобождении Краснодарского края и Крыма. 23 августа 1942 года был сбит над занятой противником территорией, но сумел скрыться от преследования и через четыре дня выйти к своим.
К июню 1943 года гвардии лейтенант Фёдор Калугин командовал звеном 42-го гвардейского истребительного авиаполка 216-й смешанной авиадивизии 4-й воздушной армии Северо-Кавказского фронта. К тому времени он совершил 252 боевых вылета, принял участие в 56 воздушных боях, сбив 10 вражеских самолётов лично и ещё 3 — в составе группы.
В 1944 году Калугин окончил Полтавскую высшую офицерскую школу штурманов, после чего вернулся на фронт. Всего за время своего участия в боях он совершил 337 боевых вылетов, принял участие в 81 воздушном бою, сбив 18 вражеских самолётов лично и ещё 3 — в составе группы.

### После войны
После окончания войны Калугин продолжил службу в Советской Армии. В 1950 году он окончил Военно-воздушную академию.
В апреле 1962 года в звании подполковника Калугин был уволен в запас, позднее получил звание полковника запаса. С 1967 года жил в городе Жуковском Московской области, где работал старшим инженером представительства заказчика в Центральном гидроаэродинамическом институте.

### Смерть

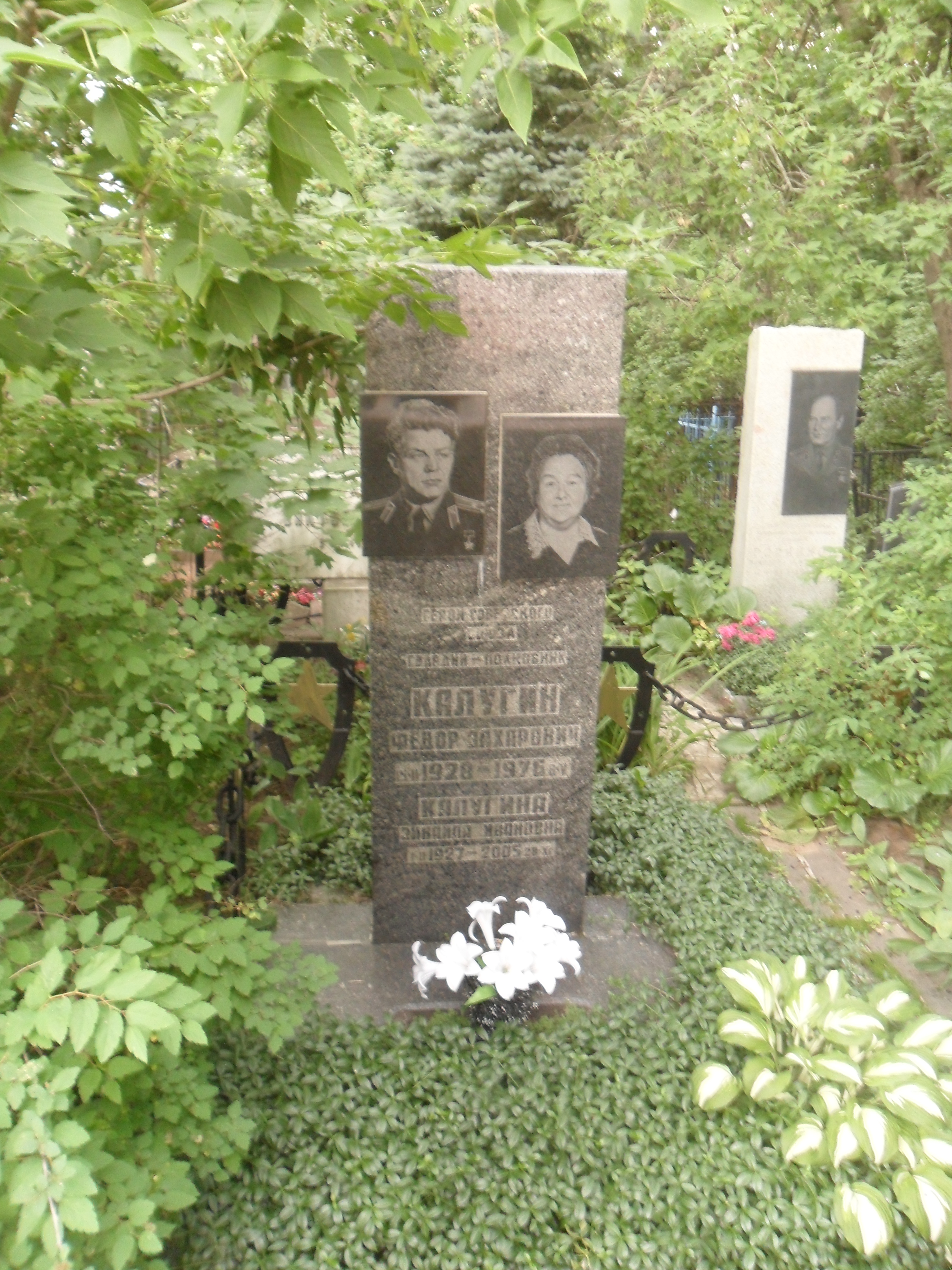
Могила Калугина на Быковском кладбище г. Жуковского

Фёдор Захарович Калугин скончался 8 мая 1976 года. Он похоронен на Быковском кладбище г. Жуковского.

## Награды
- Герой Советского Союза, за мужество и героизм, проявленные в боях, указ Президиума Верховного Совета СССР от 2 сентября 1943 года (медаль «Золотая Звезда» за номером 1084)[1]
- Орден Ленина (1943)[1]
- Три ордена Красного Знамени
- Два ордена Отечественной войны 1-й степени, Орден Красной Звезды
- Медали

## Память

Памятная доска в городе Жуковском на улице Калугина

В честь Калугина названы улицы в г. Жуковском и пос. Знаменское.